# Sondage (statistique)
Pour les articles homonymes, voir Sondage.
Un sondage est une méthode statistique visant à évaluer les proportions de différentes caractéristiques d'une population à partir de l'étude d'une partie seulement de cette population, appelée échantillon. Les proportions sont déterminées avec des marges d'erreur, dans lesquelles se situent les proportions recherchées avec telle ou telle probabilité.
Par métonymie, le mot sondage désigne également le document présentant les résultats de l'étude par sondage.
Les sondages les plus connus du grand public portent sur des populations humaines. Ce sont en particulier les sondages d'opinionsréalisés par des entreprises de sondage. Mais il ne s'agit là que d'une application particulière de la technique du sondage, dont l'usage est beaucoup plus général (voir aussi échantillonnage).

## Principes généraux des sondages
Pour réaliser un sondage juste et adapté à la population visée, il faut choisir la technique d'échantillonnage adéquate. Il existe en effet de nombreuses méthodes permettant de créer un échantillon représentatif de la population mère. Il y a dans un premier temps les techniques probabilistes puis les techniques non probabilistes. Dans le premier cas, les individus de la population sont tirés au hasard et ont par conséquent tous une probabilité, égale ou non, de figurer dans l'échantillon. Dans le cas d'un échantillonnage non probabiliste, tous les individus n'ont pas forcément une probabilité non nulle de figurer dans l'échantillon.

## Fondement théorique
Soit un échantillon aléatoire de grandeur {\displaystyle n} et   {\displaystyle {\bar {x}}}  sa moyenne. Le théorème central limite dit que si {\displaystyle n} est grand alors {\displaystyle {\bar {x}}} suit approximativement une distribution normale avec moyenne {\displaystyle \mu } (la moyenne dans la population) et variance   {\displaystyle {\frac {\sigma ^{2}}{n}}}  où   {\displaystyle \sigma ^{2}}   est la variance des éléments de la population (et {\displaystyle \sigma } son écart-type). L’intervalle de confiance à 95 % est   {\displaystyle {\bar {x}}\pm 1.96{\frac {\sigma }{\sqrt {n}}}}  . Cet intervalle peut être calculé si on connaît {\displaystyle \sigma ^{2}}. L’estimateur sans biais est   {\displaystyle {\hat {\sigma }}^{2}={\frac {ns^{2}}{n-1}}}   où {\displaystyle s^{2}} est la variance des éléments de l’échantillon et {\displaystyle s} son écart-type. L’intervalle de confiance devient alors   {\displaystyle {\bar {x}}\pm 1.96{\frac {s}{\sqrt {n-1}}}} .
Si {\displaystyle n} est petit et la population suit une loi normale alors l’intervalle de confiance est construit en utilisant la loi de Student.

## Différentes applications
Parmi les premières applications des sondages, on relève leur utilisation dans le cadre de stratégies de marketing. Les entreprises ont profité de cette technique pour optimiser le ciblage des attentes de leurs consommateurs. Avec la création de l'American Institute of Public Opinion, et un premier sondage d'intention de vote en amont de l'élection présidentielle américaine de 1936, cette technique s'affirme déjà comme un précieux outil à l'usage de la décision politique. Aujourd'hui, le monde politique ne peut plus s'en passer : le sondage est devenu l'un des principaux instruments d'aide à la décision, comme le note Brice Teinturier, directeur général délégué de l'entreprise de sondages Ipsos.

## Méthodologie

### Domaine politique

#### Réglementation française
En France, les enquêtes dédiées aux intentions de vote font l'objet de critiques sur leur biais de méthodologie qui « expliquerait les écarts entre les sondages et les résultats » et sont encadrées par la loi du 19 juillet 1977 qui oblige à les accompagner d’informations précises sur leur élaboration. Leurs fiches de renseignement sont toutes disponibles sur le site de la commission des sondages, chargée de veiller au respect de la réglementation. Les nombreux sondages effectués sur internet, destinés à de simples volontaires, sont réputés biaiser les résultats. Malgré cela, la plupart des instituts ne fournissent pas de chiffres bruts, empêchant le public de savoir comment ont été « redressées » leurs chiffres, au motif du « secret industriel ».
Le nombre de sondages a augmenté depuis le début du millénaire à chaque quinquennat : 193 sondages d’intentions de vote avant l’élection présidentielle de 2002, 293 avant celle de 2007, 409 avant celle de 2012, et 560 avant celle de 2017, soit un quasiment triplement en quinze ans. Selon Bruno Cautrès, chercheur au CNRS et au Cevipof-Sciences Po « l’opinion étant fluctuante, le sondage ne capte qu’un instant T. ».
Selon Nonna Mayer, directrice de recherche au CNRS, les sondeurs font face à « trois difficultés : sociologique, avec le poids grandissant des précaires – près du tiers des inscrits –  ; politique, avec le nombre inhabituel d’indécis ; et technique, les “access panels” des sondeurs ne pouvant pas atteindre les non-connectés ». Ils doivent depuis longtemps gérer aussi ce qu'ils appellent « l’effet désirabilité », selon Gaël Sliman, directeur de l’institut Odoxa : en raison du besoin de « plaire », à l’intervieweur, une partie des sondés dissimulent leur intention de vote pour les partis jugés plus proche des extrêmes.

#### Spirale du silence
La sociologue Elisabeth Noelle-Neumann avait théorisé dans les années 1970 la « spirale du silence » d'individus n'exprimant pas d'intention, pendant la plus grande partie de la campagne électorale, pour « ne pas se retrouver isolés dans leur environnement social ». Pour cette raison, le principal « vote sous-déclaré » fut le vote communiste jusqu’en 1981, puis le vote Front national ensuite, selon Frédéric Dabi, de l’Ifop, même si depuis les années 2010, les instituts de sondages « ne redressent pratiquement plus » le parti de Marine Le Pen.
Tous les sondages doivent, selon Bruno Cautrès, chercheur au Cevipof, respecter la « méthode des quotas » consistant à confectionner « une France en miniature réalisée à partir des chiffres de l’Insee : le même pourcentage de femmes, d’hommes, de classes d’âge, de professions, de niveaux de diplôme et de répartition géographique ».

#### Sous-représentation de l'électorat jeune et populaire
Le biais le plus souvent évoqué est de « sous-représenter un électorat moins politisé et moins informé, généralement plus jeune, qui ne se décidera qu’au dernier moment », car les instituts mesurent le plus souvent seulement les « intentions de vote ». Au plan sociologique, les électeurs « qui se décident le plus tard sont essentiellement dans les catégories populaires ». Les sondages ne portent, sauf exception, que sur les personnes « certaines » d’aller voter, en proposant au sondé de se situer sur une échelle de 1 à 10, ce qui réduit parfois l’échantillon des répondants de moitié et le concentre sur un profil sociologique moyen plus socialement favorisé, plus âgé, et plus politiquement motivé que l’ensemble de la population par la politique en général ou par l'actualité du moment.
Par ailleurs, les différents instituts n'ont pas la même définition de la « certitude » : en France, pour Ipsos-Sopra Steria et OpinionWay, seule la note 10 garantit la certitude d’aller voter, alors pour l'Institut Elabe c’est dès le 8. Les intentions de vote des électeurs « certains » d’aller voter écartent les indécis, les incertains, et ceux qui le plus souvent, ou bien dans un contexte particulier, ne se décident que tardivement. Ainsi, « une catégorie d’électeurs passerait systématiquement sous les radars » des instituts de sondages.

## Histoire des sondages
En 1745, l'enquête du Contrôleur général Orry offre un état détaillé de la population. Philibert Orry disposait d'un réseau d'intendants capables de procéder à un travail de dénombrement. Quelques décennies plus tard, les cahiers de doléances constituaient également un outil de quantification statistique de la population. Au XIXe siècle, les mouvements révolutionnaires inquiètent les services de police. Ainsi, Quételet mène des études sur la consistance numérique des crimes, procède à des évolutions dans les systèmes de recensement et les met à la disposition de son gouvernement en standardisant la collecte et le traitement des données statistiques. Ainsi est née la « physique sociale ». La notion de fait social se répand par la presse et l'outil de recensement sert par exemple à quantifier le nombre de cafés dans Paris.
La notion d'opinion publique apparaît avec les « votes de paille » (straw votes). Organisés aux États-Unis dès le début du XIXe siècle, ces votes correspondaient à des simulations de joutes électorales faites par les journaux (le Harrisburg Pennsylvanian et le Raleigh Star en 1824) avant les grandes élections aux États-Unis. Ces enquêtes d'intentions de vote s'adressaient à leurs lecteurs, sous forme de bulletins à renvoyer ou bien par le biais d'interrogations dans la rue auprès de passants… Mais ces votes avaient pour but de promouvoir les journaux plutôt que d'établir une photographie de l'opinion car les échantillons ne pouvaient pas être représentatifs. Ainsi, cette notion d'échantillon représentatif fut prise en compte par George Gallup fondateur de l’American Institute of Public Opinion. Lors de l'élection présidentielle américaine de 1936, la revue Literary Digest procède, à partir de l’annuaire téléphonique à un « vote de paille », auprès de 10 millions de personnes : Roosevelt est donné perdant. Au contraire, l’institut Gallup, à partir d’un échantillon représentatif, prédit l’élection de Roosevelt avec 56 % des voix. Roosevelt obtiendra 62 % des voix et la méthode Gallup est consacrée. En 2017, des statisticiens ont constaté que le « vote de paille » donnait le bon pronostic quant au vainqueur à condition de redresser (pondérer) les réponses par le vote à l'élection précédente, dont on connaît le résultat, ce qui atténue le biais dû au profil des personnes ayant répondu.
Le premier sondage réalisé en France l'a été par l'entreprise IFOP en 1938 à propos de la situation internationale. Nous sommes en 1938, il s’agit des accords de Munich. À la question « Approuvez-vous les accords de Munich ? », on voit une opinion publique beaucoup plus tiède (à 57 % de oui) que ses parlementaires (87,5 % de oui, 535 voix contre 75 lors d’un vote de la chambre des députés).

### Filmographie
- Sondages, je t'aime moi non plus, film documentaire réalisé par Nicolas Jaillard, 2007, 60'